# Friedrich Martin Mattschull
Friedrich Martin Mattschull, litauisch: Fridrichas Martynas Mačiulis, (* 20. Januar 1847 in Groß Rudlauken, Kreis Labiau; † 1929) war Gutsbesitzer und Mitglied des Deutschen Reichstags.

## Leben
Mattschull besuchte die Elementarschule im Geburtsorte, hatte bis zum vollendeten 15. Lebensjahre Privatunterricht und besuchte hierauf bis zum vollendeten 16. Lebensjahre die Ackerbauschule. Von 1867 bis 1871 hat er der Militärpflicht beim Garde-Jäger-Bataillon genügt und dann bis 1894 als Inspektor bzw. Ober-Inspektor fungiert. Ab 1894 war er Gutsbesitzer in Mitzken und von 1889 bis 1895 Amtsvorsteher und Standesbeamter.
Von Juli 1901 bis 1903 war er Mitglied des Deutschen Reichstags für den Wahlkreis Reichstagswahlkreis Regierungsbezirk Königsberg 1 und die litauische konservative Partei.
Er war verheiratet mit Wilhelmine Elisabeth, geborene Schmalong, die 1898 den gemeinsamen Sohn Heinrich Ferdinand Friedrich Matschull gebar.